# Mein Block
Mein Block ist ein Song des deutschen Rap-Musikers Sido und die erste Single aus dessen Debütalbum Maske. Produziert wurde das Lied vom Headrush-Records-Gründer Roe Beardie. Ein Remix des Liedes von dem Berliner Produzenten-Duo Beathoavenz war bereits im Vorfeld in dem deutschsprachigen Hip-Hop-Magazin Juice wie auch auf dem im Dezember 2003 erschienenen Label-Sampler Aggro Ansage Nr. 3 von Sidos Plattenfirma Aggro Berlin veröffentlicht worden und wurde später ebenso Teil der offiziellen Single, welche am 4. April 2004 erschien. Mein Block setzt sich mit dem Leben in der Berliner Großwohnsiedlung Märkisches Viertel auseinander und wurde zu Sidos erstem großen Charterfolg, der in Deutschland bis auf Platz 13 der Singlecharts vordrang und sich insgesamt 19 Wochen in den Top 100 halten konnte.

## Hintergrund
Mein Block war die erste Zusammenarbeit zwischen Sido und Produzent Roe Beardie. Nach Beadies Darstellung kam diese zustande, da Sidos Plattenfirma Aggro Berlin während der Arbeit an dessen Debüt-Album Maske Sido freigestellt habe, mit einem Musiker außerhalb Berlins zusammenzuarbeiten. Sido habe daraufhin wegen seiner positiven früheren Eindrücke von Beardies Produktionen für MC Rene und Die Coolen Säue diesen vorgeschlagen. Nachdem der Kontakt durch den Aggro Berlin-Mitbesitzer Spaiche hergestellt wurde, sei es daraufhin zu einem Treffen zwischen beiden Musikern gekommen, bei dem als erster Titel Mein Block entstanden sei.
Vor Veröffentlichung des Originals wurde jedoch bereits im November 2003 der mit dem Produzenten-Duo Beathoavenz aufgenommene Remix des Liedes auf der Beilage-CD #36 des Hip-Hop-Magazins Juice als Exklusivlied veröffentlicht, um den im Dezember 2003 erschienen Labelsampler Aggro Ansage Nr. 3 zu bewerben, auf dem Mein Block (Beathoavenz Remix) ebenfalls enthalten war und der Sido mit seinem Musikvideo zu dem Weihnachtssong, der bis dato größtenteils in dem Duo Alles ist die Sekte aktiv gewesen war, erstmals als Solo-Künstler positionierte. Im April 2004 wurde Mein Block schließlich als erste Single aus Maske ausgekoppelt. Im Gegensatz zu den Verantwortlichen bei Aggro Berlin hatte Sido den Song, insbesondere nach dessen Vorveröffentlichung in der Juice, nicht als ideale erste Single erachtet.
In den der Ausgabe #36 des Hip-Hop-Magazins Juice vorausgehenden beiden Vormonatsausgaben #34 und #35 waren bereits zwei jeweils gleichnamige Titel von Hecklah & Coch bzw. Blumentopf erschienen. Beide Lieder waren gleichermaßen als Heimatlieder geartet, erstgenannter Titel behandelte jedoch mit Berlin-Schöneberg wie der spätere Sido-Song eine sozial schwächer gestellte Gegend, während die Blumentopf-Version das Leben in der gutbürglichen Münchener Innenstadt beschrieb. Obwohl die ersten Zeilen des Sido-Remix („Mein Block, mein Block, mein Block und nicht Blumentopf sein Block. Mein Block, mein Block, mein Block und nicht Hecklah & Coch sein Block.“) eine direkte Bezugnahme seines Songs auf die beiden genannten Titel suggerieren, gab Sido jedoch in einem Interview mit dem Journalisten Marcus Staiger für Aggro.TV an, dass er von der Existenz beider Titel vor der Aufnahme von Mein Block nichts gewusst habe und auf diese erst anlässlich der Aufnahme des Remix’ von den Beathoavenz hingewiesen wurde, woraufhin der Auftakt des Songs entsprechend angepasst wurde.

## Entstehung
Die Original-Version von Mein Block entstand, wenngleich zufällig, innerhalb eines Tages. Die Grundidee für das Lied kam Sido nach eigenen Angaben auf dem Weg von Düsseldorf zu den Headrush-Studios in Köln. Nach seiner Ankunft habe Sido Beardie, wie dieser in Interviews erklärte, gebeten ein paar fertige Beats durchhören zu können. Beardie habe, obwohl er seiner grundsätzlichen Arbeitsweise nach lieber Beats direkt für die Künstler entwerfe, Sidos Wunsch entsprochen, woraufhin dieser einen Beat ausgewählt habe, den Beardie ebenfalls am selben Tag, beim Abwarten von Sidos Ankunft in Köln, produziert habe. Sido habe daraufhin innerhalb von eineinhalb Stunden den Text zu Mein Block geschrieben und das Lied aufgenommen. Das Lied sei anschließend umgehend von Aggro Berlin abgesegnet worden.

## Inhalt
Thematisch setzt sich Mein Block mit den sozialen Zuständen in der Großwohnsiedlung Märkisches Viertel des Berliner Bezirks Reinickendorf auseinander. Das Stadtteilbild des Märkischen Viertels ist von einer Vielzahl an Hochhaus-Wohnbauten geprägt, in denen auch das lyrische Ich – ebenso wie Sido selbst bei Entstehung des Songs – seinen Wohnsitz hat. Sido beschreibt diese Hochhaussiedlungen, im Laufe des Liedes durchgehend als Block bezeichnet, als eigene, in sich geschlossene Parallelwelt. Eine Verlagerung des Handlungsortes findet dabei einzig und allein zwischen den einzelnen Wohnetagen statt. Innerhalb dieser Darstellung weist der Künstler auf Folgeentwicklungen der isolierten Wohnstruktur hin, wobei insbesondere ausgelebte Sexualität, Drogenkonsum und -handel sowie Prostitution aufgearbeitet werden.
In mehreren Interviews wies Sido auf die politische Natur des Liedes hin, welches die Aufmerksamkeit der Öffentlichkeit auf sozial schwache Gegenden und deren Missstände gelenkt habe.

## Titelliste
Neben weiteren Remixen von Mein Block enthält die Single noch die Instrumental-Version des Titels sowie den ebenfalls auf Maske enthaltenen Titel Steig ein. Ebenso von der Single umfasst ist das Lied Berlin, Berlin, auf dem neben Sido selbst dessen, zum Zeitpunkt der Veröffentlichung ebenfalls bei Aggro Berlin unter Vertrag stehender, A.i.d.S.-Kollabopartner B-Tight sowie der Berliner Rapper Harris, mit dem Sido später das Duo Deine Lieblings Rapper formen sollte, vertreten sind.
Single
1. Mein Block (Radio Version) – 4:11
2. Mein Block (Instrumental) – 4:11
3. Mein Block (Beathoavenz Remix) (feat. Fuhrmann, Loku & Bendt) – 5:00
4. Mein Block (Tomekk Remix) – 3:53
5. Mein Block (Gegenüber Remix) (feat. B-Tight) – 5:00
6. Steig ein – 3:37
7. Berlin, Berlin (feat. B-Tight & Harris) – 4:15

## Musikvideo

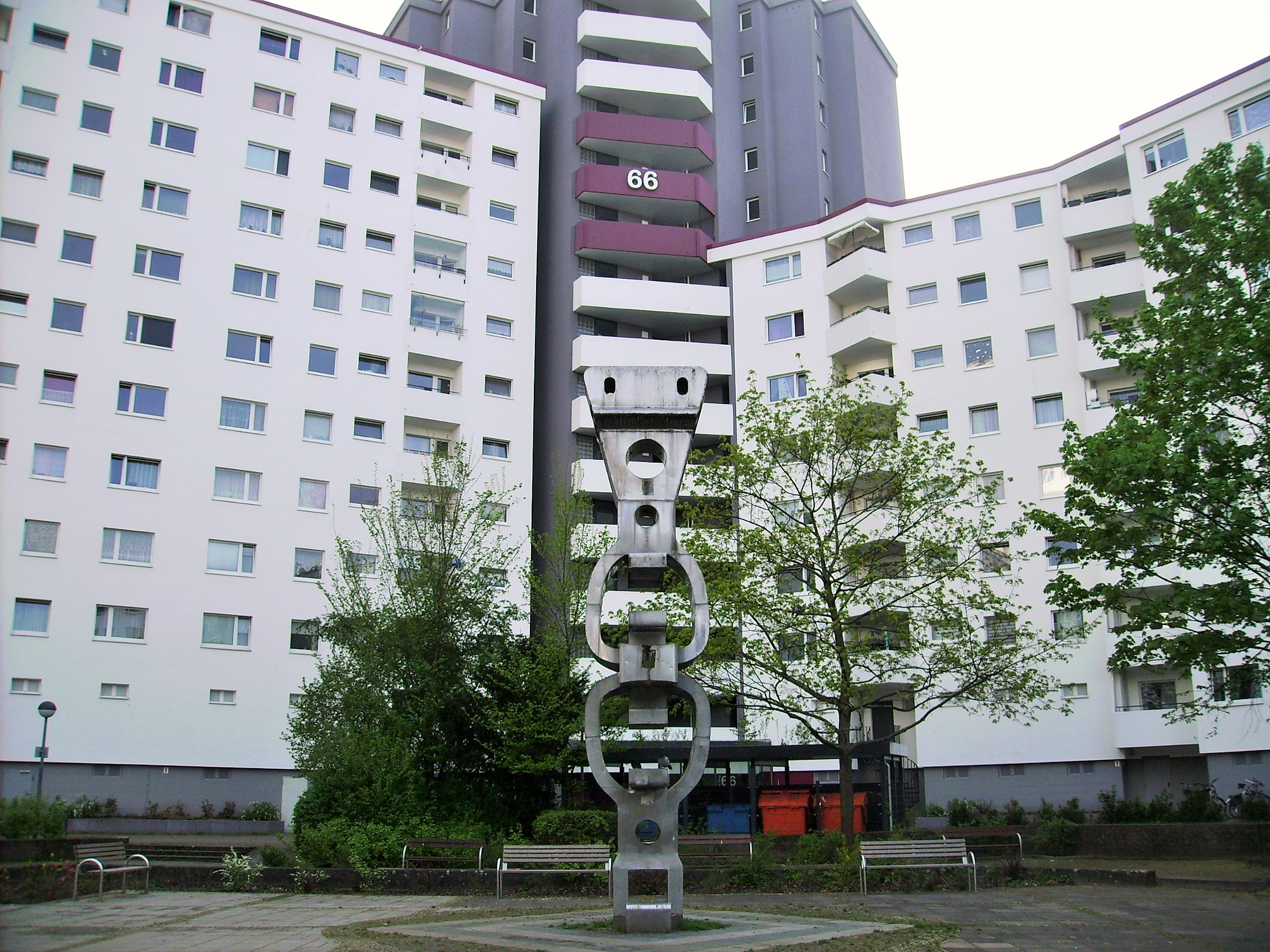
Die Freianlage vor dem Senftenberger Ring 66 mit der Stele Wassersäule von Vagelis Tsakiridis.

Unter der Regie des Mitbegründers von Aggro Berlin Specter entstand in Zusammenarbeit mit Daniel Harder ein Musikvideo zu Mein Block (Beathoavenz Remix), wobei eine Strophe des ebenfalls auf Maske enthaltenen Stücks Steig ein dem Video als Intro diente. Auch die auf dem Remix enthaltenen Parts der eigentlichen Feature-Gäste Fuhrmann, Loku & Bendt wurden durch ein Versatzstücks des Albumtracks Sido aus’m Block ersetzt.
Das Video illustriert weite Teile der im Titel beschriebenen Szenen einer Trabantenstadt. Als Schauplatz dient auch hier das Märkische Viertel, wobei nach Aussage Sidos auch explizit sein eigener Wohnsitz und auch der Innenraum seiner Wohnung selbst als Drehort dienten. Gedreht wurde deshalb auch im Senftenberger Ring 54–70 und speziell vor und im Gebäude 66. Neben den damaligen weiteren Mitgliedern von Aggro Berlin Bushido, Fler und B-Tight treten mit Mesut und Tony D weitere Mitglieder von Sidos und B-Tights Rapcrew Die Sekte sowie andere Rapper aus Sidos Umfeld, wie etwa Massiv, im Verlauf des Musikvideos auf.

## Kritik
Die künstlerische Kritik zu Mein Block fiel überwiegend positiv aus. Im Zuge ihrer Albumkritik zu Maske machte die E-Zine Laut.de Mein Block als einer der Höhepunkte des mit 4 von 5 Sternen bewerteten Albums aus. Auch die Redaktion von Rap.de bewertete alle auf der Single vertretenen Stücke positiv und verlieh ihr insgesamt 6 von 10 Sternen.
Durchaus kontroverser wurden hingegen der explizite Inhalt und Sprachgebrauch des Titels wie auch nachfolgender Veröffentlichungen, insbesondere des Arschficksongs, diskutiert. Als zentraler Aspekt dieses Diskurses wurde dabei vor allem Sidos Tauglichkeit als Vorbild für die Jugend in Frage gestellt.

## Kommerzieller Erfolg
Mein Block stieg am 19. April 2004 auf Platz 33 der deutschen Singlecharts ein und erreichte in den Folgewochen seine Höchstplatzierung mit Platz 13, wo er sich für insgesamt drei Verkaufswochen platzierte. In den Top 100 hielt sich die Single über die Dauer von 19 Wochen. Noch vor Chart-Austritt von Mein Block erreichten auch die Sido-Songs Fuffies im Club und Arschficksong die Charts, womit Sido zeitweilig mit drei Singles gleichzeitig in den deutschen Top 100 vertreten war.
In Österreich stieg die Single am 16. Mai 2004 auf Platz 75 ein und erreichte zwei Wochen später ihre höchste Platzierung mit Platz 61. Insgesamt hielt sich der Song für 5 Wochen in den Charts. Für fast zwei Jahre blieb Mein Block zunächst die einzige in den österreichischen Charts platzierte Sido-Single. Erst mit dem Einstieg der gemeinsam mit G-Hot veröffentlichten Single Wahlkampf aus dem Aggro Berlin Label-Sampler Aggro Ansage Nr. 5 am 10. März 2006 erreichte Sido diese erneut, konnte zukünftig aber eine Vielzahl von Liedern in den österreichischen Charts platzieren.
| ChartsChartplatzierungen | Höchstplatzierung | Wochen |
| ------------------------ | ----------------- | ------ |
| Deutschland (GfK)        | 13 (19 Wo.)       | 19     |
| Österreich (Ö3)          | 61 (5 Wo.)        | 5      |

| ChartsJahrescharts (2004) | Platzierung |
| ------------------------- | ----------- |
| Deutschland (GfK)         | 51          |

## Live-Auftritte
Am 21. April 2004 führte Sido Mein Block (Beathoavenz Remix) bei der 30. Ausgabe von The Dome auf. Ebenfalls im April 2004 spielte er das Lied live in der VIVA-Sendung Interaktiv. Am 23. Dezember 2004 trat Sido mit Mein Block (Beathoavenz Remix) in der ProSieben-Sendung Pochers Jahresrückblick auf. Moderator Oliver Pocher rapte dabei eine zusätzlich Strophe.
In der Sendung NBC GIGA führte Sido, begleitet von B-Tight, am 27. April 2004 die Original-Version von Mein Block auf. Nachdem er bereits zu Beginn des Auftritts das Sendungspublikum beschimpft hatte, weil dieses seine Musik mutmaßlich illegal im Internet herunterlade, brach Sido den Auftritt im Verlauf des letzten Refrains ab. Die Moderatoren verkünden nach einer Werbepause, dass sie beide Rapper wegen des hohen Anteils an Schimpfwörtern in Mein Block der Sendung verwiesen hätten. Sido spielt auf den Auftritt in seiner Gaststrophe in dem Lied Te Typy des polnischen Rappers DonGURALesko mit der Textzeile „Ich bin gerne bei MTV und VIVA, doch geh nie wieder zu NBC GIGA“ an.
Bei der Preisverleihung des VIVA Comet 2005 im Oktober 2005 rappte Sido die erste Strophe des Beathoavenz-Remix von Mein Block als Einleitung für einen gemeinsamen Auftritt mit Harris, bei dem die beiden Rapper außerdem als Deine Lieblings Rapper noch Steh wieder auf aufführten. Zu Beginn des Auftritts, bei dem Sido von zwei Männern auf die Bühne geführt und an einen Stuhl gefesselt wird, versagte Sidos Headset-Mikrofon der Ton, weswegen ihm im Laufe der ersten Strophe ein Handmikrofon gereicht werden musste und der Beginn von Mein Block weitestgehend unvernehmbar blieb.
Am 27. Mai 2008 widmete MTV Sido anlässlich der Veröffentlichung seines dritten Albums Ich und meine Maske eine XXL-Ausgabe der Sendung Total Request Live, bei der dieser unter anderem mehrere Lieder aufführte. Eines von diesen war Mein Block (Beathoavenz Remix).
Im Rahmen seines MTV-Unplugged-Konzerts MTV Unplugged Live aus’m MV nahm Sido außerdem eine Unplugged-Version des Liedes auf, welche auf dem gleichnamigen Live-Album veröffentlicht wurde.
Darüber hinaus ist Mein Block regelmäßiger Bestandteil von Sidos Live-Konzerten.

## Wirkung

### Einfluss
Während in den USA Gangsta-Rap längst ein essentieller Bestandteil der Hip-Hop-Szene geworden war, war dieses Subgenre durch die kommerziell erfolgreichen Deutschrap-Künstler der 1990er-Jahre wie Fettes Brot, Die Fantastischen Vier, Advanced Chemistry, Absolute Beginner, Blumentopf oder Dynamite Deluxe stets ausgespart worden. Entsprechend war Mein Block nicht bloß der erste deutschsprachige Straßenrap-Charthit, sondern verschaffte Sido, seinem Label Aggro Berlin wie auch Bushido, der die Plattenfirma im Juni 2004 Richtung Universal verließ, als Vertreter der Berliner Rapszene erstmals nachhaltige mediale Aufmerksamkeit von nationalem Ausmaß. Jene Künstler sollten die deutsche Rapszene wie auch deren Öffentlichkeitsbild für die nächsten Jahre entscheidend prägen. Im Zuge dessen folgten viele andere Künstler der durch Mein Block vorgegebenen Stilrichtung.
Darüber hinaus wird dem Song zugesprochen, die Aufmerksamkeit einer breiten Schicht von Jugendlichen aus gutbürgerlichem Elternhaus, die im Song dargestellten Lebensumstände geweckt und bei diesen somit zumindest zeitweilig zu einer „Ghetto Romantisierung“ beigetragen zu haben.

### Angelehnte Lieder und Cover-Versionen
Nachdem vor der Veröffentlichung durch Sido bereits gleichnamige Titel der Künstler Blumentopf und Hecklah & Coch erschienen waren, veröffentlichte der Frankfurter Rapper Azad auf seinem, ebenfalls 2004 erschienenen, Album Der Bozz ein Stück mit dem Titel Mein Block, welches inhaltlich als direkte Reaktion auf Sidos gleichnamiges Lied verstanden werden konnte. Im Juli desselben Jahres waren beide Künstler im Rahmen des HipHop-Open-Musikfestivals in Frankfurt am Main nach einem Kommentar Sidos über Azads Mutter gegenüber einander handgreiflich geworden und, trotz Sidos Entschuldigung gegenüber letzterer, künftig im Streit verblieben. Erst 2008 kam es mit einem gemeinsamen Lied auf Sidos drittem Soloalbum Ich und meine Maske zu einer Beilegung der Differenzen.
Ebenfalls 2004 veröffentlichte Eko Fresh einen Remix des Titels. Im selben Jahr brachte MC Jeremy ein Mein Block-Cover mit dem Titel Mein Dorf heraus, welches bei gleichzeitiger Beibehaltung von Beat und Rapstil den Schauplatz des Liedes in die schleswig-holsteinische Gemeinde Lütjensee verlagerte. In den ersten Wochen nach Erscheinen, also zu einem Zeitpunkt, an dem auch Mein Block noch in den Charts vertreten war, erhielt der Titel insbesondere in der MTV-Sendung TRL, aber auch Formaten wie stern TV erhöhte mediale Aufmerksamkeit.
2005 veröffentlichte die US-amerikanische Contemporary R&B-Sängerin Dina Rae eine Variante von Mein Block mit dem Titel My Shit.
Am 29. November 2009 spielte der Violinist David Garrett Mein Block in der Musiksendung VIVA Live!. Moderator Jan Köppen rappte dabei eine abgewandelte Version der ersten Strophe und des Refrains des Lieds.
Im Jahr 2010 veröffentlichte Rainer von Vielen eine Cover-Version von Mein Block auf dem Album Milch & Honig.
Der von B-Tight gespielte Charakter Eddy ist in einer Szene des 2011 veröffentlichten Spielfilms Blutzbrüdaz, in dem Sido die Hauptrolle spielt, mit dem Musikvideo des fiktiven Liedes Mein Hochhaus, das Mein Block nachempfunden ist, auf MTV zu sehen.
Der von Jan Delay aufgenommene Refrain des Titels Cheech & Chong aus dem 2012 erschienenen Haftbefehl-Album Kanackiş stellt ein leicht verfremdetes Zitat des Mein-Block-Refrains dar.
Auch das Anfang 2013 von der deutschen Metal-Band Callejon herausgebrachte Coveralbum Man spricht Deutsch enthielt eine Cover-Version von Mein Block.
Im selben Jahr bewarb Sidos Ehefrau Charlotte Würdig ihr Youtube-Format Mein Loft, indem sie eine neugetexte Version von Mein Block mit dem Titel ihrer Sendung veröffentlichte.
Die Hamburger Hip-Hop-Gruppe Fettes Brot nahm in ihr Programm für die Musikfestivals Rock am Ring und Rock im Park 2013 ein Cover-Medley verschiedener Deutschrap-Klassiker auf, in welchem neben Titeln von Künstlern wie die Beginner, Cro, Das Bo, Die Fantastischen Vier, Deichkind, Haftbefehl oder Samy Deluxe auch Sidos Mein Block gespielt wurde. Eine Studio-Version des Medleys veröffentlichte die Band im selben Jahr auf ihrer Single Echo.

### Adaption und Nachwirkung
Sowohl im Hallen- als auch im Beachvolleyball werden seit Veröffentlichung des Musiktitels Samples des Refrains von verschiedenen Sportveranstaltern nach erfolgreichem Blockspiel der Sportler eingespielt. Dazu ahmen die Zuschauer die Blockbewegung nach, indem sie ihre gestreckten Arme über den Kopf heben und diese rhythmisch vor und zurück bewegen.
Die Musik-Zeitschrift Intro setzte Mein Block auf Platz 3 ihrer Liste der besten Songs des Jahres 2004 und die deutsche Ausgabe des Rolling Stone-Magazins nahm das Lied in seine Liste der besten Songs des 00er-Jahrzehnts auf. Bei einer Benutzer-Abstimmung über die größten Berlin-Hymnen auf der Online-Präsenz des Berliner Stadtmagazins tip im Jahr 2009 erreichte der Song derweil unter 50 vorgeschlagenen Kandidaten Platz 20.